# Ставицкий, Борис Викентьевич
Борис Викентьевич Стави́цкий (1920—2000) — советский живописец, заслуженный художник РСФСР (1989).

## Биография
Родился 1 декабря 1920 года в Киеве (ныне Украина). Учился в Московской средней художественной школе (1939—1940). Участник Великой Отечественной войны. Окончил МГАХИ им. В. И. Сурикова (1951; мастерская В. П. Ефанова и К. М. Максимова. Автор преимущественно жанровых картин и композиционных портретов. Член МОСХ с 1951 года. Участник художественных выставок с 1944 года.
Произведения художника находятся во многих музеях России, в частных коллекциях в стране и за рубежом.
Умер в 2000 году.

## Творчество
- «Восстановление государственной границы»

## Награды и премии
- Сталинская премия третьей степени (1952) — за картину «Заседание Президиума Академии наук СССР» и за серию портретов советских учёных (совместно с соавторами)
- орден Отечественной войны II степени (1.8.1986)
- медали